# Voiture (hippomobile)
« hippomobile » redirige ici. Pour les autres significations, voir traction hippomobile et voiture.

Trafic des coches avenue des Champs-Élysées en 1899.

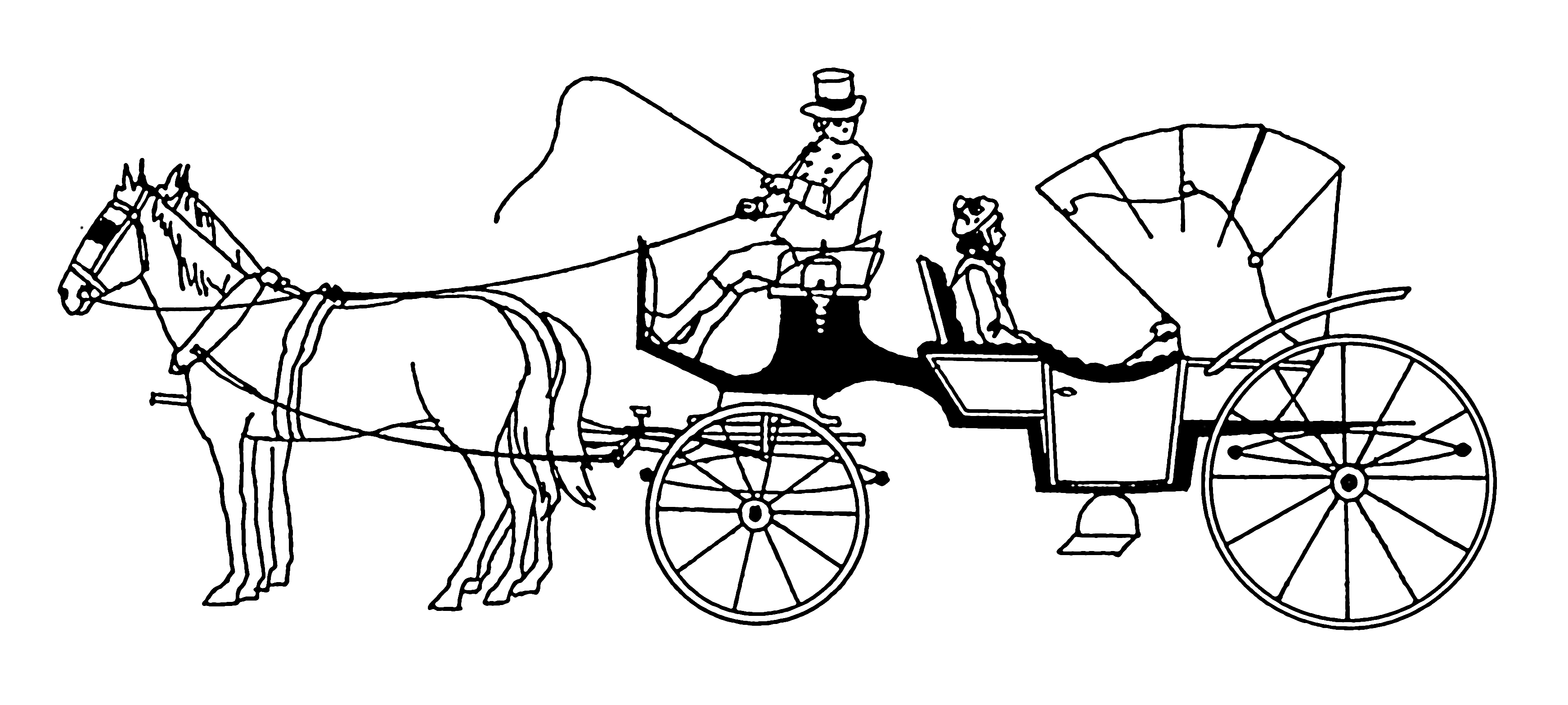
Une calèche est un type de voiture hippomobile.

Une voiture hippomobile (parfois appelée simplement hippomobile, parfois désigné avec l'hyperonyme voiture) est un véhicule muni de deux ou quatre roues, dont la traction est assurée par un ou plusieurs chevaux, ou encore par d'autres équidés : poneys, ânes, mules et mulets. On peut ajouter les voitures qui peuvent être tirées par des bovins, ou tout autre animal. La voiture hippomobile est destinée à transporter des personnes ou des marchandises sur des distances plus ou moins longues. La voiture hippomobile existe depuis la Préhistoire (char, chariot) et a énormément varié dans sa construction, ses formes et ses fonctions, selon le temps et les lieux.

## Terminologie
En français, il n’existe pas, dans le langage courant actuel, de terme pouvant désigner la voiture hippomobile en général, équivalent à l'anglais « carriage ». La tendance actuelle est d’employer le mot « calèche », souvent appliqué indifféremment à tout objet à roues tiré par un cheval, alors qu’une calèche est en réalité un type bien précis de voiture. Le nom « voiture » se réfère presque automatiquement à l'automobile, au détriment de ses variantes hippomobiles ou ferroviaires. Les mots « coche », puis « carrosse » ont été ainsi utilisés de manière générique, donc au prix d’une certaine imprécision, comme peuvent l'être les mots « char » ou « carriole ». Dans l'usage récent, le mot « hippomobile » est parfois utilisé comme un nom, par opposition à « automobile », comme synonyme de « voiture hippomobile ».

## Historique

### Préhistoire et Antiquité

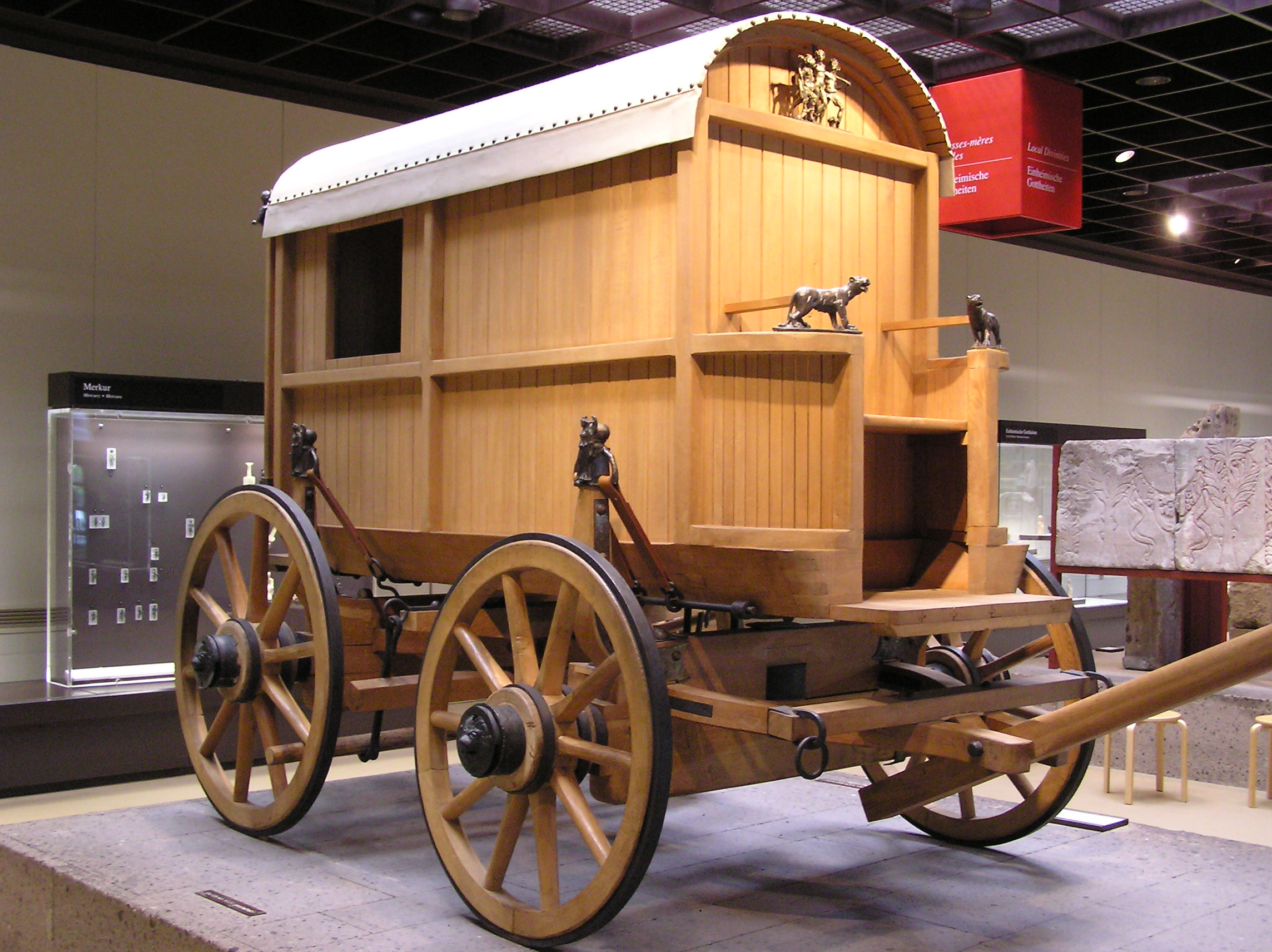
Reconstitution d'un chariot romain de transport des voyageurs au musée romain-germanique de Cologne.
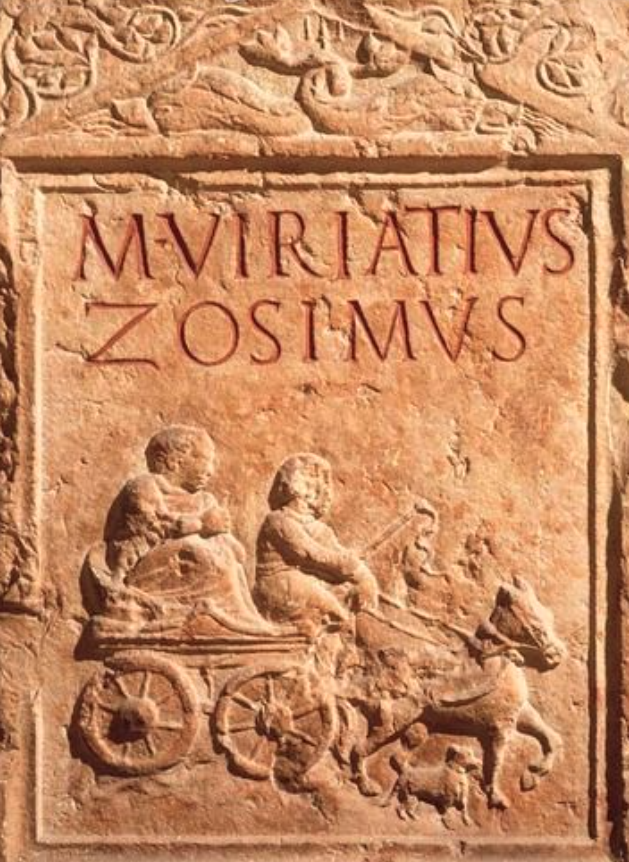
Stèle funéraire romaine représentant un véhicule type « taxi »[1].

## Structure

### Suspension
Si les voitures destinées au transport des marchandises, lourdes et lentes, n’ont pas de suspensions destinées à amortir les chocs dus aux accidents du terrain, en revanche la question se pose dès qu’il s’agit de transporter des personnes. Les premières solutions résident dans l’élasticité relative de la caisse, fabriquée dans une sorte de treillis d’osier. Certaines voitures jouent sur l’élasticité des montants qui supportent la caisse, en bois et très longs, les roues étant placées à l’extrémité de ces montants et non directement sous la caisse, comme dans les voitures russes, tarantass ou télègue, ainsi que quelques chaises européennes. Les suspensions proprement dites apparaissent avec le coche, dont la caisse est littéralement « suspendue » à quatre barres de métal, et non posée directement sur les essieux. L’évolution de cette suspension se fait progressivement : la caisse est reliée par des soupentes en cuir à des moutons, sortes de piliers en bois reposant sur les essieux. Peu à peu, pour ajouter de l’élasticité, viennent les ressorts à lames. Les ressorts adoptent différentes formes, d’abord droits, placés verticalement, se courbent en C. Puis, assemblés par deux dans une forme elliptique, ils constituent la suspension définitive des voitures du XIXe siècle, comme celle des premières automobiles. Les voitures d’attelage modernes bénéficient aujourd’hui de suspensions et d’amortisseurs issus de l’automobile.

### Traction
Afin d’assurer la traction par les animaux, la voiture comprend des pièces spécifiques d’attelage : les limons, ou brancards, au nombre de deux, parfois de trois, sont des pièces de bois dont la longueur est supérieure à la longueur d’un cheval. L’animal est attelé entre les deux limons. S’il y a trois limons, on attelle deux chevaux. Les limons sont courbés de manière que, partant de l’essieu avant, ils atteignent la hauteur du corps du cheval. Solidaires de l’essieu, ils jouent le rôle d’un levier pour lui permettre de tourner autour de l’axe constitué par la cheville ouvrière. L’ensemble des limons et de leur jonction s’appelle limonière.
Dans le cas d’un attelage à plusieurs chevaux côte à côte, on utilise le timon, qui est un limon central. Dans les attelages à plus de deux chevaux, ou les attelages en flèche ou en tandem, les chevaux attelés aux limons ou au timon sont les limoniers ou les timoniers, ceux de devant, qui tirent la charge par les bricoles, sont les chevaux de volée.
D’autre part, la traction des chevaux se fait par les traits, courroies de cuir qui passent sur le poitrail de l’animal et dont les extrémités sont fixées à une barre de bois ou de fer, le palonnier, lui-même attaché par son milieu au châssis de la voiture. Le palonnier permet aux traits de tirer alternativement à droite et à gauche suivant la marche du cheval, et de ne pas le blesser au poitrail. Lorsque deux chevaux sont attelés, leurs palonniers respectifs sont reliés à un maître palonnier ou balance. Une balance réglable permet de décaler d’un côté ou de l’autre la fixation centrale, afin d’équilibrer les efforts lorsque les chevaux sont de forces inégales.
La troïka russe est un attelage particulier, à trois chevaux. Le cheval placé au centre, le limonier, entre les brancards reliés par un arceau caractéristique, est un trotteur, tandis que les chevaux latéraux, les bricoliers, plus petits, sont des galopeurs.

## Principaux types de voitures
Une typologie précise est difficile à établir, étant donné le grand nombre de modèles différents et de leurs hybridations, ainsi que les différentes appellations suivant les lieux géographiques. La distinction entre voitures de travail et voitures de loisirs est parfois difficile à établir : le cabriolet servait à se promener, mais il était aussi utilisé par les médecins pour se rendre au chevet de leurs malades.

### Voitures découvertes

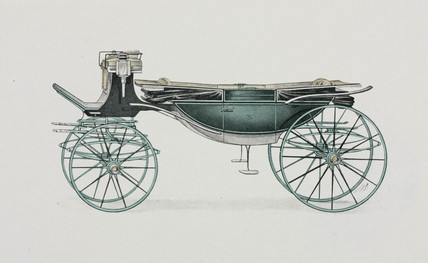
Landau.

Les voitures découvertes sont celles qui ne disposent pas d’une couverture permanente pour protéger les passagers du soleil, de la pluie et du froid. Ce sont essentiellement, soit des voitures de travail et de transport rustiques, soit des voitures de loisirs destinées à des promenades, à des voyages de courte durée, à la chasse. Certaines peuvent recevoir une sorte de dais en toile légère, qui protège du soleil. D’autres disposent d’une capote de cuir, repliable, qui protège les passagers, et rarement le meneur : cabriolet, phaéton, victoria et milord, duc. La calèche a une capote à l’arrière. Le landau, successeur de la calèche, dispose lui de deux capotes à l’avant et à l’arrière, qui lui permettent de se transformer en une véritable voiture fermée, lorsque ses portières sont munies de glaces. Les capotes du landau ouvertes se rabattent à l’horizontale, dégageant ainsi toute la visibilité.

### Voitures fermées
Les voitures fermées sont destinées à transporter des personnes sur de longues distances, d’où la nécessité de les protéger des intempéries. C’est le cas de toutes les voitures de transports collectifs, comme le coche, puis le carrosse, les diligences, malle-postes, ainsi que les voitures privées comme la berline et ses formes réduites, le coupé, le fiacre, etc. Il faut cependant noter que certaines voitures fermées (comme les berlines) peuvent recevoir une capote repliable, afin de pouvoir bénéficier du beau temps comme dans nos actuelles « décapotables ». D’autre part, la notion de fermeture peut varier : certaines voitures populaires n’étaient fermées que par des bâches de toile ou de cuir, comme les voitures légères par nécessité (chaise de poste).

## Sources
Joseph Jobé, Au temps des cochers, Lausanne, Edita-Lazarus, 1976.  (ISBN 2-88001-019-5)